# 赤P-MAN
赤P-MAN（あかピーマン、1970年9月7日 - ）は、日本のお笑い芸人（ピン芸人）。株式会社TAP所属。本名、加藤 孝之（かとう たかゆき）。

## 来歴・人物
- 身長173cm、体重85kg。京都府出身。
- 趣味はイラスト、ボイスパーカッション、作詞、作曲。特技は剣道、若柳流日本舞踊など。
- かつては「Relish of Rose」というビジュアル系バンドのボーカルを務めていた。なお、このバンドのメンバーの中には後にJUDY AND MARYのメンバーとなるTAKUYAがいた。1989年にヤマハ主催の『TEENS' MUSIC FESTIVAL』に出場、全国大会で入賞する。
- 1994年にルビー浅丘モレロとお笑いコンビ「ブラック・ボックス」を結成。当初、自身の芸名は『P-MAN』（ぴーまん）だったが、途中から『赤P-MAN』に改名。2004年にブラック・ボックス解散後はピン芸人となる。
- 芸人活動の傍ら、KID（外苑警備隊）、松崎直哉（ぴんぽんず）から成るヒップホップグループ『狂舞詩』（くるぶし）のメンバーとしても活動、このバンドで『熱唱オンエアバトル』（NHK総合）にも出場、オンエアを獲得している。
- イラストは自分のネタに使うだけでなく、オフィス北野ライブのチラシやポスターなどでデザインも手掛けている。『セイブ・ザ・マウンテンゴリラ チャリティTシャツデザインコンテスト』では、優秀作品賞を受賞している。下北沢のギャラリーで『近代未熟展』という個展も行った。

## 芸風
チャン・ドンゴンや、戦場カメラマンの渡部陽一を意識したようなキャラクターで「あなたのことがちゅきでーす」など台詞を発した後、『近代未熟展』と題し、有名人を元にしたややブラックな駄洒落ネタをイラストにしてめくり芸を展開していくというものである。また、前述のキャラクター等意識せずに、普通のタキシード姿でネタを進める場合もある。

## 出演
- 天才・たけしの元気が出るテレビ!!（日本テレビ）
- ここがヘンだよ日本人（TBSテレビ）
- 桂芸能社 オトせ!（TBSテレビ）
- 特捜TV!ガブリンチョ（テレビ朝日）
- 電波少年に毛が生えた 最後の聖戦（日本テレビ） - 『電波少年的日本ポッチャリ党』出演
- ウッチャンナンチャンの炎のチャレンジャーこれができたら100万円!!（テレビ朝日）
- 関根&優香の笑うシリーズ（テレビ朝日）
- たけスポ（テレビ朝日）
- 笑いの金メダル（テレビ朝日）
- 爆笑オンエアバトル（NHK総合）戦績0勝1敗 最高237KB
  - ブラック・ボックス時代には初年度に出場し、一度だけオンエアを獲得し一年ごとに出場するも、その後1勝もすることなく4連敗を喫してしまう。戦績は1勝4敗で最高365KB。
- 熱唱オンエアバトル（NHK総合） - 「狂舞詩」として出場
- 週刊オリラジ経済白書（日本テレビ）「最後までオブジェに触っていられたら100万円」に出場。
- ダウンタウンのガキの使いやあらへんで!!（日本テレビ）
- たけしの誰でもピカソ（テレビ東京） - 2005年8月25日他
- リンカーン（TBSテレビ） - リンカーン芸人タワーの第2回に出演
- 爆笑レッドカーペット（フジテレビ） - 2008年5月21日、キャッチコピーは『韓流ダジャレマエストロ』
- 新春ピンクカーペット（フジテレビ） - 2009年1月1日、キャッチコピーは『韓流ダジャレマエストロ』
- 鶴瓶のうるさすぎる新年会（フジテレビ）

### 映画
- なにわポリス・ストーリー 道頓堀いてまえ警部（1997年）
- Dolls（2002年、北野武監督作品）
- 座頭市（2003年、北野武監督作品）
- アキレスと亀（2008年、北野武監督作品）